# NGC 1228
NGC 1228 is een balkspiraalstelsel in het sterrenbeeld Eridanus. Het hemelobject werd in 1886 ontdekt door de Amerikaanse astronoom Francis Preserved Leavenworth.

## Synoniemen
- PGC 11735
- ESO 480-32
- MCG -4-8-26
- UGCA 54
- Arp 332
- VV 260
- VV 337